# گریلا گرلز

تجمعی در سال ۲۰۰۷

پوستر «آیا زنان باید برهنه باشند تا بتوانند به موزه‌های آمریکا راه یابند؟»

گِریلا گرلز (دختران پارتیزان) گروه متنوعی از هنرمندان، نویسندگان و فیلم‌سازان فمینیست (اغلب رادیکال فمینیست) هستند که از دهه ۱۹۸۰ در نیویورک گرد آمدند. آن‌ها برای استفاده از هنر اعتراضی جهت ارتقای زنان و اقلیت‌های نژادی در هنر شهرت دارند.

## معرفی
در حال حاضر اعضای این گروه افراد متنوعی از نظر سنّی و نژادی هستند که با نام مستعار شناخته می‌شوند. نام مستعار آن‌ها برگرفته از زنان هنرمند و نویسنده قدیمی مانند فریدا کالو، اوا هس، آلیس نیل، پائولا مادرسون بکر و … است. تعداد اعضای گروه نیز بر دیگران پوشیده است. اعضای اصلی گروه همیشه هنگامی که به عنوان گریلا گرلز در اجتماع‌ها ظاهر می‌شوند ماسک گوریل بر چهره دارند و خیلی وقت‌ها دامن کوتاه با جوراب شلواری توری می‌پوشند. صورتک‌های گوریلی آن‌ها یکی از تاکتیک‌ها و استراتژی‌هایی بود که برای بخشیدن معنای جدیدی به فمینیسم به کار بردند.
آثار بصری این گروه تلفیقی پرشور و حرارت از گرافیک و متن است. آن‌ها در این آثار دیدگاه‌های فمینیستی خود را با طنزی تکان‌دهنده بیان می‌کنند. از هدف‌های آنها، جذب مخاطبانی که ابتدا به مخالفت می‌پردازند به وسیله طنز آثارشان و اندیشیدن دربارهٔ موضوع و تغییر نظر مخاطب است. دختران پارتیزان می‌خواهند واژه فمینیست چنان اعاده شود که هر کسی که به اصول آن معتقد است (فرصت‌های مساوی، پایان یافتن تبعیض جنسی، دسترسی برابر به آموزش و حقوق انسانی برای زنان در تمام جهان) با رضایت کامل خود را فمینیست بنامد.

## تاریخچه
در سال ۱۹۸۵ در نیویورک نمایشگاهی به نام «همایش بین‌المللی نقاشی و مجسمه‌سازی» برگزار شد که از بین ۱۶۹ هنرمند شرکت داده شده در آن فقط ۱۳ نفر زن بودند و از نظر نژادی نیز تمام هنرمندان سفیدپوستانی از آمریکا یا اروپا بودند. این موضوع به اندازه کافی بد بود اما علاوه بر آن، متصدی نمایشگاه عنوان کرده بود هر هنرمندی که آثارش در این نمایشگاه نیست باید دربارهٔ شغلش تجدید نظر کند. این تعصب، هنرمندان بسیاری را رنجاند. زنان هنرمند مقابل در موزه تجمعی اعتراض‌آمیز برگزار کردند اما بازدیدکنندگان چندان اهمیتی به آنان نشان ندادند. گریلا گرلز با تجربه‌ای که به دست آوردند برآن شدند که فعالیت منسجمی برای شرمنده کردن جو حاکم بر جامعه هنری آغاز کند. آن‌ها فعالیت خود را با بزرگ کردن و نشان دادن کوتاهی‌های مجموعه‌داران، نگارخانه‌داران و دیگر هنرمندان، با نصب پوسترهایی بر دیوارهای محله سوهو در نیویورک آغاز کردند. اما امروزه فعالیتشان بسیار گسترده‌تر است و تورهای جهانی نیز برگزار می‌کنند.
پروژه‌های جدید آنان به سوی پژوهش و نقد وضعیت فرهنگی مناطق مختلف و تأثیر آن بر وقایع هنری رفته‌است. مثلاً بررسی دوسالانه هنر در ونیز، وضعیت زنان هنرمند در ترکیه و واشینگتن.

## راهکارها
گریلا گرلز طی ۱۴ سال بیش از ۷۰ پوستر اعتراضی طراحی کرد (که موزه‌ها و نگارخانه‌ها آن‌ها را جمع‌آوری کرده‌اند)، تظاهراتی علیه تبعیض جنسی و نژادپرستی در دنیای هنر برپا کرد، به نقد هالیوود و صنعت فیلمسازی آن، فرهنگ‌های عامه پسند، قالب‌ها و کلیشه‌های رفتاری جنسیتی و فساد در دنیای هنر، مسایل سیاسی از جنگ خلیج فارس گرفته تا سقط جنین و بی‌خانمانی و تجاوز جنسی پرداخت. تمرکز این گروه بر بهبود بخشیدن به وضعیت سیاسی بوده‌است. فعالیت‌های آن‌ها با سخنرانی در موزه‌ها و مدرسه‌های سراسر دنیا ادامه یافت.
دختران پارتیزان برای رساندن پیام خود از پوستر، بیل بوردها، آگهی‌های روی بدنه اتوبوس‌ها، بخش آگهی مجلات و فرستادن نامه‌های اعتراض‌آمیز استفاده می‌کردند. آن‌ها برای نمایاندن مکانیزم‌های واقعی و پنهان بازار هنر، مراسم اهدای جایزه ساختگی و نمادین برپا می‌کردند. آنان اکنون وب‌سایت اینترنتی دارند و کتاب منتشر می‌کنند. همچنان به طراحی پوستر می‌پردازند و سفرهای جهانی دارند. در این سفرها فعالیت‌های خود را معرفی کرده و با گروه‌های دیگر گریلا گرلز در کشورهای دیگر همکاری می‌کنند.
از کارها و پوسترهای گریلا گرلز در فیلم Itty Bitty Titty Committee محصول سال ۲۰۰۷، استفاده شده است
.